# عتائق مصدرية
العتائق المصدرية (الاسم العلمي: Crenarchaeota) من اليونانية:(κρήνης=Crenos (تلفظ كرينيس) وتعني «نبع أو مصدر» + ἀρχαῖα=Archaea (تلفظ أراخيا) وتعني «قديم أو عتيق=عتائق») هي مجموعة تصنيفية رئيسية من فوق مملكة العتائق من نطاق بدائيات النوى.